# Johann Heinrich Hintze

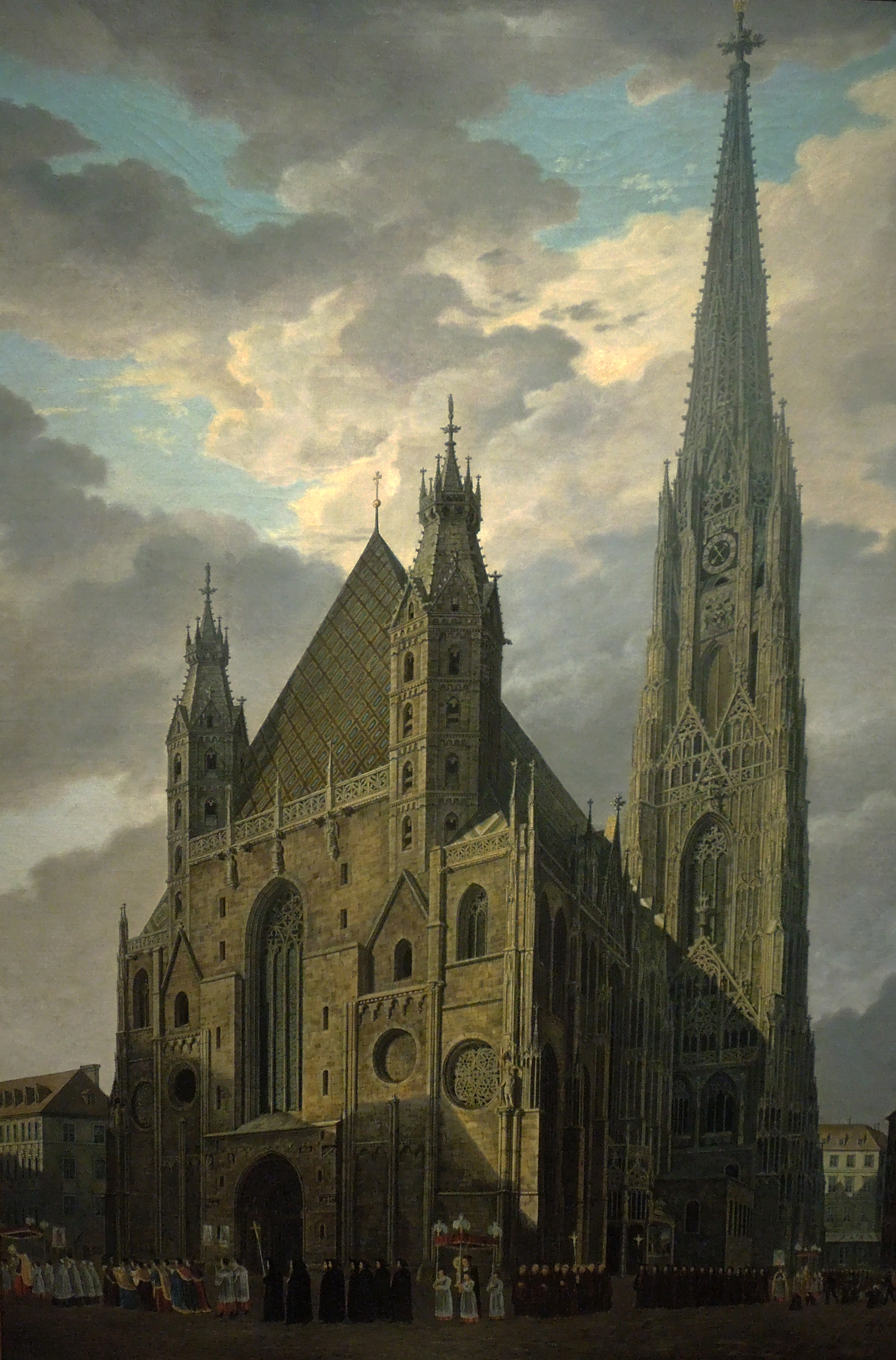
Catedral de San Esteban en Viena, 1828

Johann Heinrich Hintze (Berlín, Alemania, 18 de abril de 1800 - Hamburgo, Alemania, 16 de agosto de 1861) fue un pintor alemán, centrado en la temática de la arquitectura y el paisajismo. Junto con Eduard Gaertner, Johann Erdmann Hummel y Carl Hasenpflug, Hintze fue uno de los pintores de arquitectura alemanes más importantes de su tiempo.

## Trayectoria
Johann Heinrich Hintze completó su formación como pintor de porcelana en la Real Fábrica de Porcelana de Berlín a partir de 1814, como muchos artistas de la época. En 1820 abandonó la fábrica y realizó un viaje de estudios que lo llevó a Mecklemburgo y Rügen. Durante este tiempo, creó varias imágenes paisajísticas y arquitectónicas en nombre del Gran Duque de Mecklemburgo-Schwerin. Luego realizó extensos viajes a Holstein, los Alpes, Austria, Praga y Silesia, entre otros. En 1830 regresó a Berlín y trabajó junto con Gaertner y otros pintores de arquitectura berlineses en las ilustraciones del libro de Samuel Heinrich Spiker Berlin und seine Umgebung.

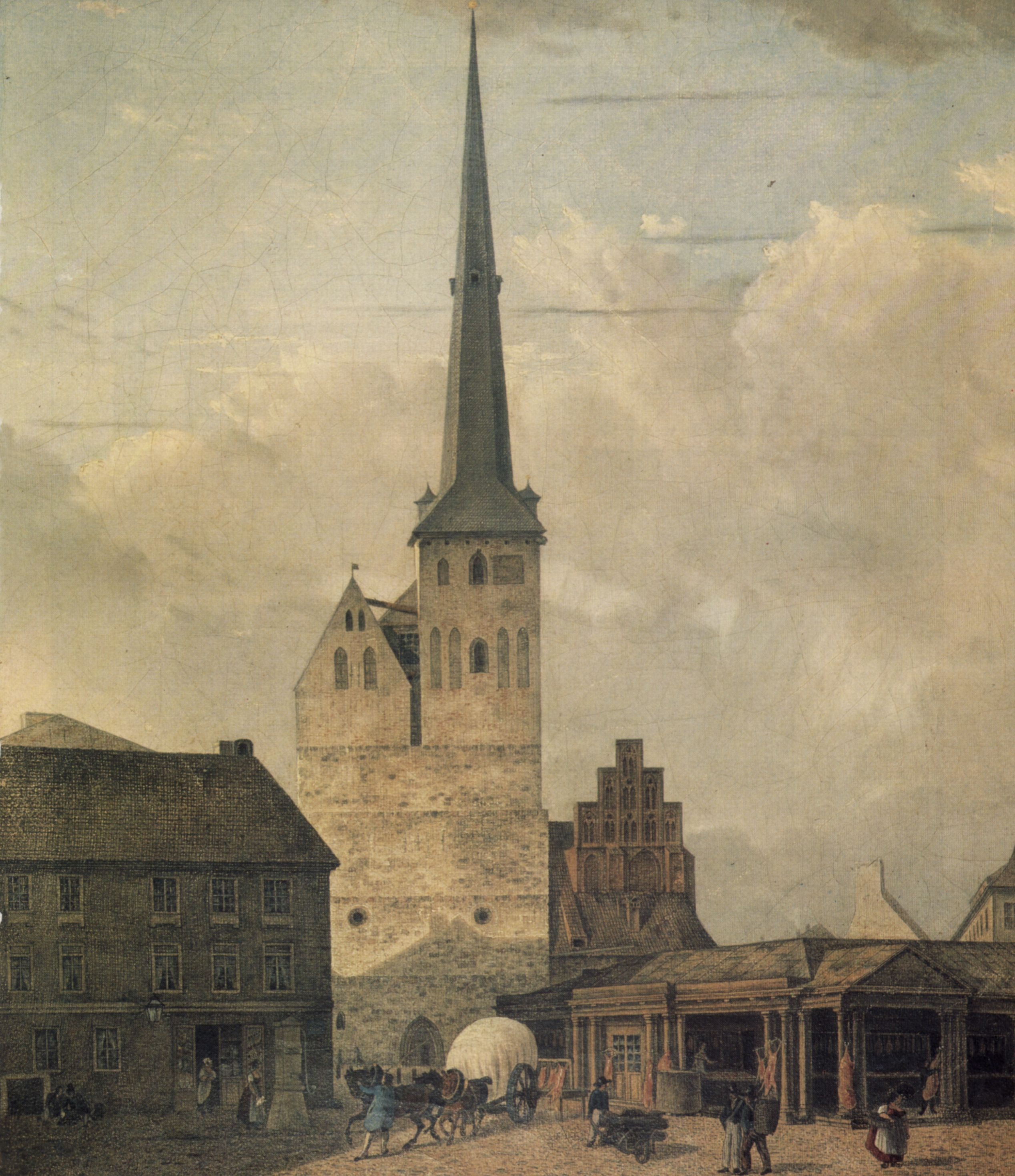
Nikolaikirche en Berlín, 1827

De 1824 a 1858, Hintze participó regularmente en las exposiciones de la Academia de Berlín y trabajó como pintor y dibujante para el posterior emperador Federico III. Activo en sus viajes, Hintze se centró principalmente en el paisaje urbano y los alrededores de Berlín. Pintó principalmente pinturas al óleo, pero también acuarelas, incluidas varias vistas de ciudades como Viena, Salzburgo y Praga. Una obra expuesta en relación con la pintura de Berlín es la pintura al óleo de la Iglesia de San Nicolás (Nikolaikirche). El edificio se muestra en su estado original con una sola torre en un ambiente de aspecto de pueblo pequeño.